# Gayola

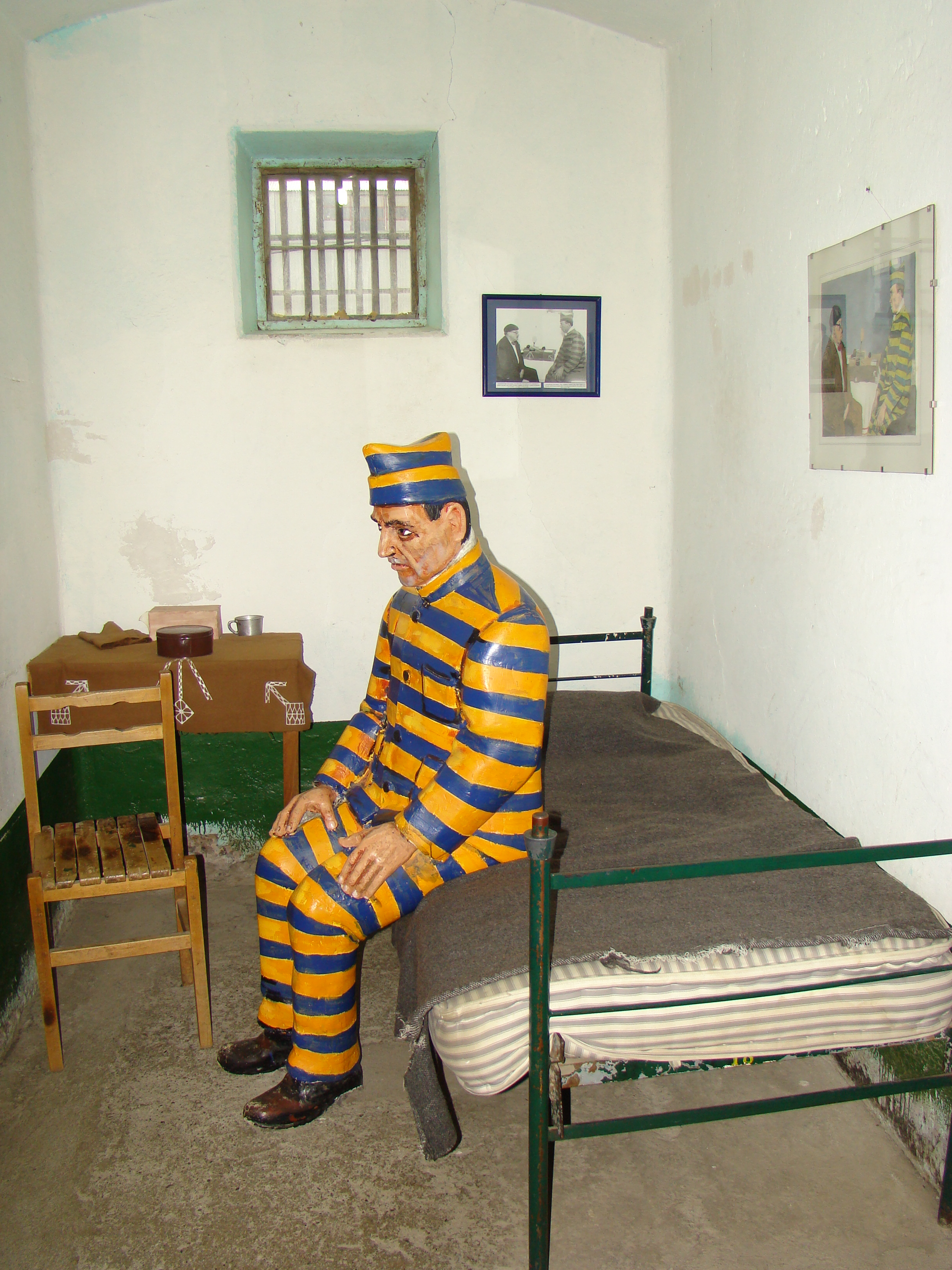
Recreación de una gayola en el museo del Penal de Ushuaia, Tierra del Fuego, Argentina.

La palabra gayola y sus derivados engayolar y engayolado son palabras del español común que significan, respectivamente,  cárcel, encarcelar y encarcelado. El diccionario de la Real Academia Española le asigna a gayola una primera acepción de jaula y una segunda acepción coloquial de cárcel de presos.
En algunos ambientes coloquiales y en otro contexto significa autotocarse.

## Origen
Algunos autores dicen que la palabra deriva del gallego-portugués, idioma en el cual engaiolar y engaiolado tienen el significado de encarcelar y preso, respectivamente. Teruggi señala que no hace falta recurrir a esa explicación puesto que la voz gayola ya se encontraba en el castellano antiguo y con el mismo significado también la menciona en 1854 Yanguas y Miranda como "palabra anticuada" contenida en los documentos conservados en los archivos navarros. Por su parte José Gobello cita al filólogo Américo Castro quien escribió:

”De caveola salen fácilmente cayuela, cayola y gayola, propias del español antiguo; esta última forma sobrevive en gallego, portugués y andaluz (con significación algo mudada); incrustada en vascuence hallamos kayola; en fin, Cayuela sólo queda como nombre del lugar Burgos ), o como apellido. Para resolver el problema hay que saber que en francés ca inicial del lalín da cha y ga da ja; en latín, junto a caveola debió haber otra forma con inicial distinta, gaveola. De esta última se originó jaiole, jaole (moderno, geole, prisión)”.

Algunos sinónimos lunfardos de gayola eran la Quinta (referido a la Penitenciaría Nacional ubicada en la calle Las Heras, rodeada de jardines) y la juiciosa, ambos vocablos transmitiendo una sensación de placidez o aquietamiento. Con el mismo significado de cárcel, canasta, cufa (proveniente del genovés). cafúa (voz portuguesa que significa caverna) y cana.
En catalán existe "garjola" como sinónimo de "cárcel" en el sentido de "jaula".

## Su uso
Además del tango titulado justamente La gayola, varios poemas, tangos y canciones incluyen la palabra gayola : Araca corazón, La batida (Desde la cana), Bandoneón, La canción de la mugre, Certificao, El ciruja, Los destinos, En la vía, Hebras de plata, Mi viejo es amigo mío, Los muchachos de enfrente, Oración a "San Minguito" , Pa'l nene  y Te doy lo que tengo, entre otros.

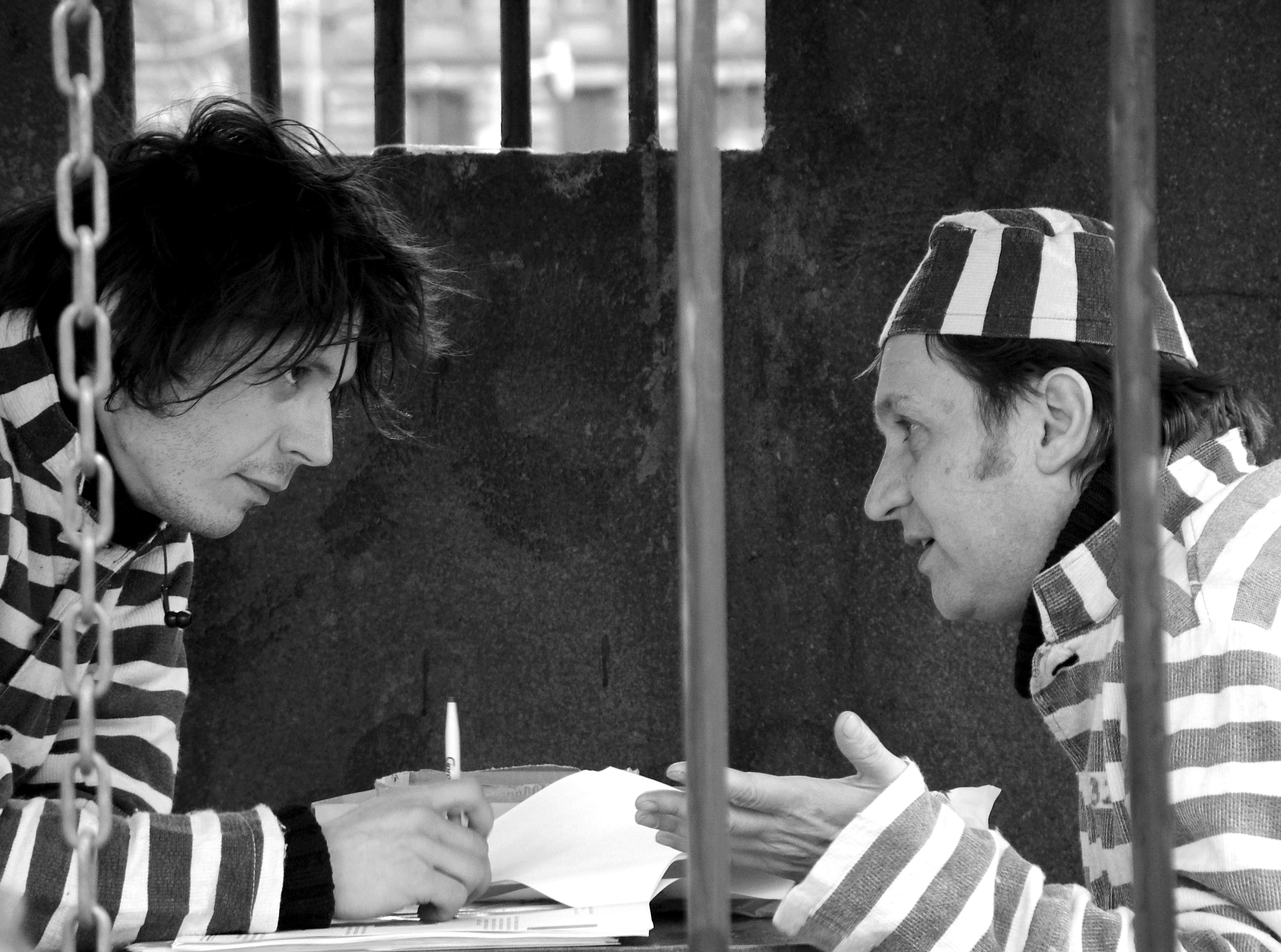
Dos engayolados

Algunos tangos y poemas pintan la ‘’gayola’’ con colores sombríos, así dice el poema Oración a "San Minguito" de Roberto Peregrino Salcedo, que para los presos sin juicio, proceso, ni condena; la noche en la gayola si la justicia es fiaca, es verduga brutal y el protagonista del poema lunfardo La batida (Desde la cana), de José Pagano, está amurao
en la frígida gayola. 
Dentro de la gayola algunos dicen que a su salida enmendarán su vida y que están contando arrinconao las horas de mi gayola, según la letra de Marsilio Robles en Certificao y otros trabajan como atestigua el personaje de Pascual Contursi que en su tango Te doy lo que tengo cuenta de dos cuadritos que hice en la gayola color blanco y celeste de seda cordoné
Alfredo Marino en El ciruja retrata a quien  está ya libre'e la gayola y Julio Martín en la letra de la milonga Mi viejo es amigo mío, se ocupa de señalar que el guapo a carta cabal aguanta una gayola, de frente y sin protestar 

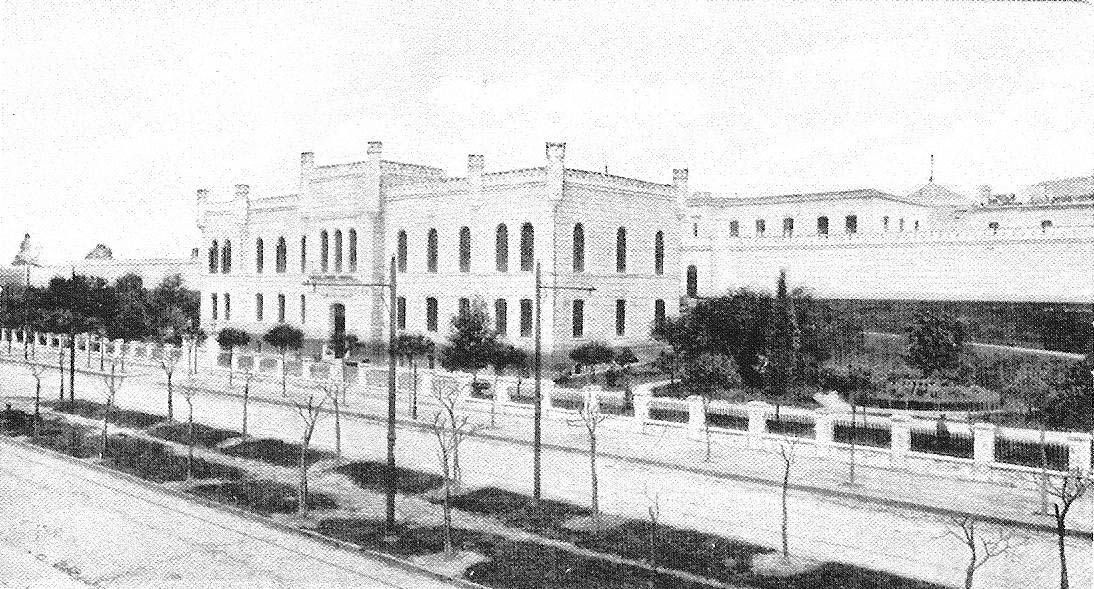
Penitenciaría nacional o la gayola, la Quinta o la juiciosa en 1900

Pero no todo es sombrío porque según la letra de Alberto Vacarezza del tango Araca corazón, su personaje, un “pobre punga”, fue a la gayola “a descansar” en tanto para algunos el trabajo es como la cárcel, como el que, ya con canas, afirma en la letra de Hebras de plata de Eduardo Ernesto Danese, que estuvo siempre firme en el yugo, mi gayola, legado de mis cruzas italianas